# Liste der Lokomotiv- und Triebwagenbaureihen der Deutschen Bahn
Die Liste der Lokomotiv- und Triebwagenbaureihen der Deutschen Bahn bietet eine Übersicht über die Lokomotiv- und Triebwagen-Baureihen der DB Regio, der DB Fernverkehr und der DB Cargo sowie der Deutschen Bahn selbst. Sie enthält daher nur Fahrzeuge, die nach der Gründung der Deutschen Bahn am 1. Januar 1994 noch im Einsatz waren.
Die Baureihen sind gemäß dem Baureihenschema der Deutschen Bundesbahn nummeriert, das 1994 von der Deutschen Bahn übernommen wurde.
Gemäß § 5 Abs. 1e und § 25a des Allgemeinen Eisenbahngesetzes (AEG) und den diesem zugrunde liegenden Richtlinien der Europäischen Gemeinschaft ist das Eisenbahn-Bundesamt ab Januar 2007 für die Führung des nationalen Fahrzeugeinstellregisters verantwortlich. Auf der Grundlage des verbindlichen UIC-Baureihenschemas für Triebfahrzeuge werden die Baureihennummern für in Deutschland eingestellte Eisenbahnfahrzeuge vergeben. Eine Übersicht dieser Baureihennummern findet sich unter der Liste der Baureihen im deutschen Fahrzeugeinstellungsregister. Für die interne Verwaltung gelten die Baureihennummern der Deutschen Bahn jedoch weiterhin.

## Legende
Bei den Dampflokomotiven ist in der Spalte Nr. die Betriebsnummer der noch verbliebenen Lokomotiven angegeben.
Bei allen anderen Fahrzeugen ist in der Spalte BR die Baureihe angegeben. Sie ist eingeklammert (…), wenn die betreffenden Fahrzeuge bei der DB AG (ausgenommen das DB-Museum) nicht mehr in Betrieb ist. Details stehen dann in der Spalte Anmerkungen. Einige Baureihen sind mit einem * versehen. Sie wurden meist nur „kürzere Zeit“ angemietet und haben nach wie vor die Baureihe ihres bisherigen Eigentümers an der Lok angeschrieben. Die in der Spalte Baureihe angegebene Nummer wird hier nur intern verwendet.
In der Spalte Name werden die bekanntesten Spitznamen oder Herstellerbezeichnungen der Lokomotiven kursiv angegeben. Wenn die Lokomotiven bereits unter einem Vorgänger der DB AG: Deutsche Bundesbahn (DB-Baureihe), Deutsche Reichsbahn in der DDR (DR-Baureihe) oder Deutsche Reichsbahn (1920–1945) (DR-Baureihe) oder bei der DB AG selbst unter einer anderen Nummer lief, wird die Nummer und der Firmenname in der Form „ex DB 103“ ebenfalls in dieser Spalte vermerkt.
In der Spalte Antr. wird das Antriebssystem weiter aufgeschlüsselt:
- Dampflokomotiven können mit Kohle (DKo) oder Öl (DÖl) befeuert werden.
- Bei Elektrolokomotiven und elektrische Triebwagen wird nur die Reihenschluss- (elR) oder die Drehstrom- (elD) Antriebstechnik verwendet.
- Diesellokomotiven und Dieseltriebwagen können die dieselelektrische (de) oder die hydraulische (dh) oder die dieselmechanische (dm) Kraftübertragung nutzen. Einige ältere Lokomotiven haben ein Schaltgetriebe (Dsg).
- Ferner sind in der Liste Akkumulatortriebwagen, eine Akkulok (beide Akk), ein Elektrotriebwagen mit Energieversorgung über Brennstoffzellen (H²) und eine Erdgaslokomotive (Erd) zu finden.

In der Spalte vmax ist die zulässige Höchstgeschwindigkeit in km/h angegeben, bei Dampflokomotiven teilweise für Vorwärts- und Rückwärtsfahrt differenziert.
Elektrolokomotiven, die in der Spalte Stromsystem mehrere Bahnstromsysteme eingetragen haben, sind Mehrsystemlokomotiven. In Deutschland wurde 1995 aus technischen Gründen die Frequenz modernerer Bahnstromumrichter von 16 ⅔ Hz auf 16,7 Hz umgestellt. Der geringe Unterschied von 0,04 Hz ist im Triebfahrzeugbetrieb und auch konstruktiv bedeutungslos.

## Dampflokomotiven
Von der Deutschen Bahn AG wurden noch verschiedene, dem Betriebsdienst zuzuordnende Regel- und Schmalspurdampflokomotiven übernommen, die bis 2004 an kommunale Aufgabenträger, Museumsbahnen oder an das DB-Museum abgegeben wurden.
| Nr.             | Name                          | Anz. | Anmerkungen                                                      | Antr.     | vmax        | Bild |
| --------------- | ----------------------------- | ---- | ---------------------------------------------------------------- | --------- | ----------- | ---- |
| 003 204         | ex DR 03                      | 1    | an Lausitzer Dampflokfreunde abgegeben                           | DKo       | 130/ 50     |      |
| 041 231         | ex DR 41                      | 1    | an Traditionsbetriebswerk Staßfurt abgegeben                     | DKo       | 90/ 50      |      |
| 044 115 044 486 | ex DR 44                      | 2    |                                                                  | DKo? DÖl? | 80? 70? 50? |      |
| 050             | ex DR 50                      | 11   |                                                                  | DKo       | 80          |      |
| 052             | ex DR 52                      | 21   |                                                                  | DKo       | 80          |      |
| 065 008         | ex DR 65.10                   | 1    | als Leihgabe des DB-Museums Nürnberg beim Verein Pomerania e. V. | DKo?      | 90          |      |
| 099 701–713     | ex Sächs. IV K ex DR 99.51–60 | 5    | bis 2004 verkauft                                                | DKo       | 30          |      |
| 099 720         | ex Sächs. VI K ex DR 99.67–71 | 1    | 2004 an BVO Bahn                                                 | DKo       | 30          |      |
| 099 722–735     | ex DR 99.73-76                | 14   | bis 2004 verkauft                                                | DKo       | 30          |      |
| 099 736–757     | ex DR 99.77-79                | 21   | bis 2004 verkauft                                                | DKo       | 30          |      |
| 099 760         | Trusetal ex DR 99 4532        | 1    | 1996 an SOEG                                                     | DKo       | 25          |      |
| 099 770–771     | ex RüKB Mh                    | 2    | 1995 an RüKB                                                     | DKo       | 30          |      |
| 099 780–781     | ex KJI 20/21                  | 2    | 1995 an RüKB                                                     | ?         | 45          |      |
| 099 901–903     | ex DR 99.32                   | 3    | 1995 an Bäderbahn Molli                                          | DKo       | 50          |      |
| 099 904–905     | LKM 225 PS Schm. ex DR 99.33  | 2    | 1995 an Bäderbahn Molli                                          | DKo       | 35          |      |

## Elektrolokomotiven
| Baureihe        | Name                                 | Einsatzgebiet | Anmerkungen | Antr. | vmax                                 | Stromsystem                                   | Bild |
| --------------- | ------------------------------------ | --- | --- | ----- | ------------------------------------ | --------------------------------------------- | ---- |
| 101             |                                      | (internationaler [AT]) Fernverkehr, 101 020 Messfahrten früher auch Güterverkehr, von Dez. 2006 bis Mai 2021 (Seit Dez. 2024 wieder) Regionalverkehr München-Nürnberg-Express, | Ausmusterung läuft | elD   | 200 220 (nur 101 124, 126, 130, 131) | 15 kV, 16,7 Hz~                               |      |
| 102             | Skoda 109E                           | München-Nürnberg-Express | | elD   | 200                                  | 15 kV, 16,7 Hz~                               |      |
| (103)           | ex DB E 03 (Vorserie)                | Fernverkehr auch Messfahrten und Nostalgieverkehr | bis 2003 größtenteils ausgemustert, 103 245 ging 2020 in den Bestand des DB Museums | elR   | 200                                  | 15 kV, 16 ⅔ Hz~                               |      |
| 105             | Talgo Travca                         | Fernverkehr als Lokomotive des ICE L | | elD   | 230                                  | 15 kV, 16 ⅔ Hz~ 25 kV, 50 Hz~ 1,5 kV =        |      |
| (109)           | ex DR E 11 ex DR 211                 | | ausgemustert 1990er Jahre | elR   | 120                                  | 15 kV, 16 ⅔ Hz~                               |      |
| (110)           | ex DB E 10                           | zunächst Fernverkehr, dann Regionalverkehr, zuletzt Messfahrten | ausgemustert 2017 | elR   | 140                                  | 15 kV, 16 ⅔ Hz~                               |      |
| 111             |                                      | Regionalverkehr früher S-Bahn und Fernverkehr | Ausmusterung läuft | elR   | 160                                  | 15 kV, 16 ⅔ Hz~                               |      |
| 112             | ex DR/DB 112.1                       | Regionalverkehr, früher Fernverkehr | (nicht ex DB 112), erste gemeinsam von DB & DR bestellte Lokomotive | elR   | 160                                  | 15 kV, 16 ⅔ Hz~                               |      |
| (113)           | ex DB E 10.12 ex DB 112              | Fernverkehr früher Regionalverkehr | Schnellfahrdrehgestelle | elR   | 160                                  | 15 kV, 16 ⅔ Hz~                               |      |
| (114)           | ex DB E 10.12 ex DB 112              | Regionalverkehr | Serien-Drehgestelle, umgebaut in DB 110.3 | elR   | 120 140                              | 15 kV, 16 ⅔ Hz~                               |      |
| 114             | ex DR 212.0 ex DB 112.0              | Regionalverkehr, früher auch Fernverkehr als 112.0 | | elR   | 160                                  | 15 kV, 16 ⅔ Hz~                               |      |
| (114.1)         | ex DR 243 ex DB 143                  | Musterumbau | geplante Ertüchtigung der Reihe 143 für 160 km/h | elR   | 160                                  | 15 kV, 16 ⅔ Hz~                               |      |
| (114.3)         | ex DR 243 ex DB 143                  | Musterumbau | geplante Ertüchtigung der Reihe 143 für 140 km/h | elR   | 140                                  | 15 kV, 16 ⅔ Hz~                               |      |
| (114.5)         | ex DR 212.0 ex DB 112.0              | Messfahrten | | elR   | 140                                  | 15 kV, 16 ⅔ Hz~                               |      |
| (115)           | ex DB 110                            | Fernverkehr | aus buchhalterischen Gründen umgezeichnet ausgemustert/abgestellt, 115 114 museal erhalten | elR   | 140                                  | 15 kV, 16 ⅔ Hz~                               |      |
| (120.0)         |                                      | Prototypen | erste Lokomotiven mit Drehstrom-Asynchronmotoren; teilweise umgezeichnet in Reihe 752; 1. Prototyp 120 001 nach schwerem Unfall 2004 verschrottet, 2. Prototyp 120 002 nach Unfall im AW Nürnberg am 17. Mai 2005 ebenfalls verschrottet; 120 003, 004 und 005 wurden ausgemustert und in verschiedene Museen überführt | elD   | 200                                  | 15 kV, 16 ⅔ Hz~                               |      |
| (120.1)         |                                      | Fernverkehr, früher auch Güterverkehr | abgestellt (Juli 2020) | elD   | 200                                  | 15 kV, 16,7 Hz~                               |      |
| (120.2)         | ex DB 120.1                          | Regionalverkehr | abgestellt | elD   | 200                                  | 15 kV, 16,7 Hz~                               |      |
| (120.5)         | ex DB 120.1                          | Messfahrten | abgestellt | elD   | 200                                  | 15 kV, 16,7 Hz~                               |      |
| (127)           | Siemens EuroSprinter (ES64P)         | Prototyp | nicht mehr im Bestand | elD   | 230                                  | 15 kV, 16,7 Hz~                               |      |
| (128)           | Adtranz 12X                          | Prototyp | nicht mehr im Bestand | elD   | 250                                  | 15 kV, 16,7 Hz~                               |      |
| (139)           | ex DB E 40.11                        | Güterverkehr früher Regionalverkehr | DB 140 mit E-Bremse, z. T. umgebaute DB 110, abgestellt | elR   | 110                                  | 15 kV, 16 ⅔ Hz~                               |      |
| (140)           | ex DB E 40                           | Güterverkehr | ausgemustert 2016 | elR   | 110                                  | 15 kV, 16 ⅔ Hz~                               |      |
| (141)           | ex DB E 41                           | Regionalverkehr | ausgemustert Dezember 2006 | elR   | 120                                  | 15 kV, 16 ⅔ Hz~                               |      |
| (142)           | ex DR E 42 ex DR 242                 | Regional- und Güterverkehr | ausgemustert 1990er Jahre | elR   | 100                                  | 15 kV, 16 ⅔ Hz~                               |      |
| 143             | ex DR 243                            | S-Bahn Dresden, Regionalverkehr früher S-Bahn Rhein-Ruhr, S-Bahn Nürnberg, Güterverkehr                                                                                        | Ausmusterung läuft | elR   | 120                                  | 15 kV, 16 ⅔ Hz~                               |      |
| 145             | Bombardier Traxx                     | Güterverkehr früher Regionalverkehr | größtenteils dauerhaft an RBH und MEG vermietet | elD   | 140                                  | 15 kV, 16 ⅔ Hz~                               |      |
| 146.0           | Bombardier Traxx                     | Regionalverkehr | | elD   | 160                                  | 15 kV, 16,7 Hz~                               |      |
| 146.1           | Bombardier Traxx (P160 AC1)          | Regionalverkehr | | elD   | 160                                  | 15 kV, 16,7 Hz~                               |      |
| 146.2           | Bombardier Traxx 2 (P160 AC2)        | Regionalverkehr | | elD   | 160                                  | 15 kV, 16,7 Hz~                               |      |
| 146.5           | Bombardier Traxx 2 (P160 AC2)        | Fernverkehr | InterCity 2 | elD   | 160                                  | 15 kV, 16,7 Hz~                               |      |
| 147.0           | Bombardier Traxx 3 (P160 AC3)        | Regionalverkehr, | | elD   | 160                                  | 15 kV, 16,7 Hz~                               |      |
| 147.5           | Bombardier Traxx 3 (P160 AC3)        | Fernverkehr | InterCity 2 | elD   | 160                                  | 15 kV, 16,7 Hz~                               |      |
| (150)           | ex DB E 50                           | Güterverkehr | ausgemustert 2004 | elR   | 100                                  | 15 kV, 16 ⅔ Hz~                               |      |
| (151)           |                                      | Güterverkehr, Schiebedienst | verkauft an Railpool 2017 | elR   | 120                                  | 15 kV, 16 ⅔ Hz~                               |      |
| 152             | Siemens EuroSprinter (ES64F)         | Güterverkehr | | elD   | 140                                  | 15 kV, 16,7 Hz~                               |      |
| (155)           | ex DR 250                            | Güterverkehr | 2017 an Railpool verkauft, bis Dezember 2019 gemietet | elR   | 125                                  | 15 kV, 16,7 Hz~                               |      |
| (156)           | ex DR 252                            | Güterverkehr | ausgemustert 2003, 2004 verkauft an MEG | elR   | 125                                  | 15 kV, 16,7 Hz~                               |      |
| (171)           | ex DR 251                            | Rübelandbahn | abgestellt Dezember 2004 | elR   | 080                                  | 25 kV, 50 Hz~                                 |      |
| (180)           | ex DR 230                            | internationaler Verkehr (CZ, PL) | verkauft 2014 | elR   | 120                                  | 15 kV, 16 ⅔ Hz~ 3 kV=                         |      |
| (181.0) (181.1) | ex DB E 310                          | internationaler Verkehr (F, L) | ausgemustert 2003 | elR   | 150                                  | 15 kV, 16 ⅔ Hz~ 25 kV, 50 Hz~                 |      |
| (181.2)         |                                      | internationaler Verkehr (F, L), Überführungsfahrten (PbZ) | ausgemustert, z. T. verkauft | elR   | 160                                  | 15 kV, 16 ⅔ Hz~ 25 kV, 50 Hz~                 |      |
| 182             | Siemens EuroSprinter (ES64U2 Taurus) | Regionalverkehr, DB Systemtechnik, DB Netz früher internationaler Güterverkehr (AT, H, CZ), S-Bahn Dresden                                                                     | teilweise angemietet von MRCE Dispolok | elD   | 230                                  | 15 kV, 16,7 Hz~ 25 kV, 50 Hz~                 |      |
| (184)           | ex DB E 410                          | internationaler Verkehr (F, L, B, NL) | ausgemustert 2002 | elR   | 150                                  | 15 kV, 16 ⅔ Hz~ 25 kV, 50 Hz~ 1,5 kV = 3 kV = |      |
| 185.0           | Bombardier Traxx (F140 AC1)          | internationaler Güterverkehr | | elD   | 140                                  | 15 kV, 16,7 Hz~ 25 kV, 50 Hz~                 |      |
| 185.2           | Bombardier Traxx 2 (F140 AC2)        | internationaler Güterverkehr | | elD   | 140                                  | 15 kV, 16,7 Hz~ 25 kV, 50 Hz~                 |      |
| 186.1           | Bombardier Traxx 2E (F140 MS)        | internationaler Güterverkehr früher internationaler Fernverkehr (PL) | | elD   | 140 160 (nur D)                      | 15 kV, 16,7 Hz~ 25 kV, 50 Hz~ 1,5 kV = 3 kV = |      |
| 187.0 187.1     | Bombardier Traxx 3 (F140 AC3)        | Güterverkehr | | elD   | 140                                  | 15 kV, 16,7 Hz~                               |      |
| 189             | Siemens EuroSprinter (ES64F4)        | internationaler Güterverkehr | | elD   | 140                                  | 15 kV, 16,7 Hz~ 25 kV, 50 Hz~ 1,5 kV = 3 kV = |      |
| 193             | Siemens Vectron                      | internationaler Güterverkehr, DB Systemtechnik, Regionalverkehr | teilweise angemietet von MRCE Dispolok, ELL Austria | elD   | 160 200                              | 15 kV, 16,7 Hz~ 25 kV, 50 Hz~ 1,5 kV = 3 kV = |      |

## Diesellokomotiven
| Baureihe | Name                               | Einsatzgebiet                                            | Anmerkungen                                                                                      | Antr. | vmax   | Bild |
| -------- | ---------------------------------- | -------------------------------------------------------- | ------------------------------------------------------------------------------------------------ | ----- | ------ | ---- |
| (201)    | ex DR V 100                        |                                                          | ausgemustert                                                                                     | dh    | 100    |      |
| (202)    | ex DR V 100 ex DR 112              |                                                          | ausgemustert, letzte bei EB 112 646                                                              | dh    | 90/100 |      |
| 203      | ex DR V 100 ex DR 112 ex DB AG 202 | Vermietung                                               | modernisierte DB AG 202                                                                          | dh    | 100    |      |
| (204)    | ex DR V 100 ex DR 114              |                                                          | ausgemustert                                                                                     | dh    | 100    |      |
| (210.4)  | (ex) DB 218.4                      | Fernverkehr, Regionalverkehr                             | für 160 km/h umgebaute 218, zurückgebaut Dezember 1998                                           | dh    | 160    |      |
| (211)    | ex DB V 100.10                     |                                                          | ausgemustert 2001                                                                                | dh    | 100    |      |
| 212      | ex DB V 100.20                     | Bau- und Bedarfszüge                                     |                                                                                                  | dh    | 100    |      |
| (213)    | ex DB V 100.20                     |                                                          | abgestellt November 2006                                                                         | dh    | 100    |      |
| (214)    | ex DB V 100.20 ex DB 212           | zuletzt Tunnelhilfszuglok                                | umgezeichnet in 714                                                                              | dh    | 100    |      |
| (215)    | geplant als DB V 163               |                                                          | abgestellt September 2008                                                                        | dh    | 140    |      |
| (216)    | ex DB V 160                        | zuletzt ICE-Hilfslok                                     | ausgemustert 2004                                                                                | dh    | 140    |      |
| (217)    | ex DB V 162                        |                                                          | abgestellt Dezember 2011                                                                         | dh    | 140    |      |
| 218      | geplant als DB V 164               | Fernverkehr, Regionalverkehr                             | Teilweise an andere EVU verkauft und zurückgemietet                                              | dh    | 140    |      |
| 218.8    | ex DB 218                          | ICE-Hilfslok                                             |                                                                                                  | dh    | 140    |      |
| (218.9)  | ex DB 210                          |                                                          | ausgemustert                                                                                     | dh    | 140    |      |
| (219)    | ex DR 119                          |                                                          | ausgemustert oder an MEG verkauft                                                                | dh    | 120    |      |
| (220)    | ex DR V 200 ex DR 120              |                                                          | ausgemustert 1995                                                                                | de    | 100    |      |
| 225      | ex DB 215                          | Güterverkehr                                             | ausgemustert, umgebaute 215, Heizkessel ausgebaut                                                | dh    | 140    |      |
| 225.8    | ex DB 218.0                        |                                                          | aus buchhalterischen Gründen umgezeichnet, seit 2008 wieder als 218.0 bezeichnet Z-gestellt      | dh    | 140    |      |
| (226)    | ex DB 216                          | ICE-Hilfslok                                             | ausgemustert                                                                                     | dh    | 140    |      |
| (228)    | ex DR V 180 ex DR 118              |                                                          | ausgemustert oder verkauft, u. a. an die MEG                                                     | dh    | 120    |      |
| (229)    | ex DR 119 ex DB AG 219             |                                                          | remotorisierte Variante der 219, ausgemustert oder DB Netz AG                                    | dh    | 140    |      |
| (230)    | ex DR 130                          |                                                          | ausgemustert                                                                                     | de    | 120    |      |
| (231)    | ex DR 131                          |                                                          | ausgemustert                                                                                     | de    | 120    |      |
| 232      | ex DR 132                          | Güterverkehr                                             | teilweise ins Ausland verkauft                                                                   | de    | 120    |      |
| 232.9    | ex DB AG 234                       | Güterverkehr                                             | Umbauvariante der 234                                                                            | de    | 120    |      |
| 233      | ex DB AG 232                       | Güterverkehr                                             | remotorisierte Version der 232                                                                   | de    | 120    |      |
| (234)    | ex DB AG 232                       | Fernverkehr, Regionalverkehr                             | modernisierte 232 mit Wendezugsteuerung und Vmax = 140 km/h, abgestellt 2015, teilweise verkauft | de    | 140    |      |
| (240*)   | MaK DE 1024                        |                                                          | vom 1. Januar 1994 bis zum 31. Juli 1996 angemietet                                              | de    | 160    |      |
| (241)    | ex DB AG 232                       | ehemals grenzüberschreitender Verkehr in die Niederlande | Umbauvariante der 232, abgestellt, verkauft (241), verschrottet (241.8)                          | de    | 120    |      |
| (242)    | ex DR 142 Ludmilla                 | Güterverkehr                                             | ausgemustert 1994 oder verkauft                                                                  | de    | 120    |      |
| 245      | Bombardier Traxx DE (P160 DE ME)   | Regionalverkehr, Fernverkehr                             |                                                                                                  | de    | 160    |      |
| 246      | Bombardier Traxx DE (P160 DE)      | Regionalverkehr                                          | Start GmbH                                                                                       | de    | 160    |      |
| (247)    | Vectron DE                         | Güterverkehr                                             | von Siemens angemietet, nicht mehr im Bestand                                                    | de    | 160    |      |
| (250*)   | ADtranz DE-AC33C Blue Tiger        | Güterverkehr                                             | nach Probebetrieb zurückgegeben                                                                  | de    | 120    |      |
| (259*)   | EMD JT26CW-SS Yeoman Highlander    | Güterverkehr                                             | verkauft                                                                                         | de    | 120    |      |
| 260      | Voith Gravita 10 BB                |                                                          | angemietet (nicht ex DB 260)                                                                     | dh    | 100    |      |
| 261      | Voith Gravita 10 BB                |                                                          | (nicht ex DB 261)                                                                                | dh    | 100    |      |
| (261*)   | Vossloh G 1000 BB                  |                                                          | angemietet (nicht ex DB 261)                                                                     | dh    | 100    |      |
| 262      | Alstom 214                         | früher Rangierdienst Nürnberg Hbf und Würzburg Hbf       | Umbau aus Baureihe V 100                                                                         | dh    | 100    |      |
| (264*)   | MaK DE 6400                        |                                                          | von Railion NL angemietet, zurückgegeben 2009                                                    | de    | 120    |      |
| 265      | Voith Gravita 15L BB               |                                                          | (nicht ex DB 265)                                                                                | dh    | 100    |      |
| (266*)   | MaK G 1206                         |                                                          | angemietet                                                                                       | dh    | 80     |      |
| 266.4    | Class 77 ex DB 247                 | Güterverkehr                                             | im Fahrzeugeinstellungsregister als Baureihe 1266 geführt                                        | de    | 100    |      |
| 290      | ex DB V 90                         | Nahgüterverkehr, Rangier- und Übergabedienste            | größtenteils ausgemustert                                                                        | dh    | 80     |      |
| 291      | ex DB V 90                         | schwerer Verschubdienst, Rangier- und Übergabedienste    | größtenteils ausgemustert                                                                        | dh    | 80     |      |
| 293      | ex DR V 100 ex DR 108              | Rangier- und Übergabedienste                             |                                                                                                  | dh    | 80     |      |
| 294      | ex DB 290                          | Rangier- und Übergabedienste                             | Umbau der 290 (Funkfernsteuerung und Remotorisierung)                                            | dh    | 80     |      |
| 295      | ex DB 291                          | Rangier- und Übergabedienste                             | Umbau der 291 (Funkfernsteuerung), größtenteils ausgemustert                                     | dh    | 80     |      |
| 296      | ex DB 290                          | Rangier- und Übergabedienste                             | Umbau der 290 (Bergfunkfernsteuerung und KM-Fernsteuerung)                                       | dh    | 80     |      |
| 298      | ex DR V 100 ex DR 111              | Rangier- und Übergabedienste                             | größtenteils ausgemustert                                                                        | dh    | 80     |      |
| 4125     | Vossloh DE 12                      | Rangier- und Übergabedienste                             | angemietet von Vossloh & Nexrail                                                                 | de    | 120    |      |
| 4185     | Vossloh DE 18                      | Rangier- und Übergabedienste                             | angemietet von Vossloh, northrail & Nexrail                                                      | de    | 120    |      |

## Hybrid- und Zweikraftlokomotiven
| Baureihe | Name                            | Einsatzgebiet                               | Anmerkungen                                               | Antr. | vmax | Bild |
| -------- | ------------------------------- | ------------------------------------------- | --------------------------------------------------------- | ----- | ---- | ---- |
| 1001     |                                 | Rangierdienst Hannover Hbf                  | Hybridlokomotive, angemietet von Alstom                   | de    | 60   |      |
| 1002     | Alstom Prima H3                 | Rangierdienst Nürnberg Hbf und Würzburg Hbf | Hybridlokomotive, angemietet von Deutsche Anlagen-Leasing | de    | 60   |      |
| 1004     | CRRC Rangierlok                 | Rangierdienst S-Bahn Hamburg und Berlin     | Hybridlokomotive                                          | de    | 100  |      |
| 1018     | Toshiba Railway HDB 800         |                                             | Hybridlokomotive                                          | de    | 100  |      |
|          | Vossloh Modula                  |                                             | Plug-in-Hybrid-Lokomotive                                 | de    |      |      |
| 2159     | Stadler Eurodual                | Güterverkehr                                | Zweikraftlokomotive, angemietet vom European Loc Pool     | de    | 120  |      |
| 2248     | Siemens Vectron Dual Mode       | ICE-Hilfslok, Talgo                         | Zweikraftlokomotive                                       | de    | 160  |      |
| 2249     | Siemens Vectron Dual Mode light | Güterverkehr, Rangierdienst                 | Zweikraftlokomotive                                       | de    | 120  |      |

## Kleinlokomotiven
| Baureihe      | Name                                                    | Einsatzgebiet                            | Anmerkungen                                                                                      | Antr.     | vmax       | Bild |
| ------------- | ------------------------------------------------------- | ---------------------------------------- | ------------------------------------------------------------------------------------------------ | --------- | ---------- | ---- |
| 310           | Kö II, ex DR 100                                        |                                          |                                                                                                  | dm        | 30         |      |
| 311           | ex DR V 15 ex DR 101                                    |                                          |                                                                                                  | dh        | 35         |      |
| 312.0         | ex DR V 23 ex DR 102.0                                  |                                          |                                                                                                  | dh        | 42         |      |
| 312.1         | ex DR 102.1                                             |                                          |                                                                                                  | dh        | 40         |      |
| 323           | Köf II                                                  |                                          |                                                                                                  | dh        | 45         |      |
| 324           | Köf II                                                  |                                          |                                                                                                  | dh        | 45         |      |
| 332           | Köf III                                                 | Rangierdienst                            |                                                                                                  | dh        | 45         |      |
| 333           | Köf III                                                 | Rangierdienst                            |                                                                                                  | dh        | 45         |      |
| 335           | Köf III                                                 | Rangierdienst                            |                                                                                                  | dh        | 45         |      |
| (344)         | ex DR V 60 ex DR 106 ex DB 346                          |                                          | Umbauvariante der DB 346, remotorisiert, ausgemustert                                            | dh        | 35/ 55     |      |
| 345 346       | ex DR V 60 ex DR 106                                    | Rangierbetrieb Fernverkehr               | Auslaufbetrieb                                                                                   | dh        | 35/ 60     |      |
| 347           | ex DR V 60 ex DR 106                                    | Fährhafen Mukran                         | Umbauversion der DR-Reihe 106 auf Breitspur 1520 mm                                              | dh        | 35/ 60     |      |
| 351           | VPS 503, 515, 520, 523, 524, 528, 532, 540, 541 und 542 | DB Cargo Deutschland im Rbf Braunschweig | angemietet von den Verkehrsbetrieben Peine-Salzgitter                                            | ?         | ?          |      |
| 352           | MaK G 322, Vossloh G 400 B                              | DB Fernverkehr                           | angemietet von Vossloh Locomotives, Kiel                                                         | dh        | 70/ 60/ 30 |      |
| (360)         | ex DB V 60 ex DB 260                                    |                                          | „leichte Version“, ausgemustert oder umgebaut in DB 364                                          | dh        | 60         |      |
| (361)         | ex DB V 60 ex DB 260                                    |                                          | „schwere Version“, ausgemustert oder umgebaut in DB 365                                          | dh        | 60         |      |
| 362           | ex DB V 60 ex DB 260/360/364                            |                                          | Umbau aus DB 364 (Neumotorisierung)                                                              | dh        | 60         |      |
| 363           | ex DB V 60 ex DB 261/361/365                            | Rangierdienst, selten Übergabegüterzüge  | Umbau aus DB 365 (Neumotorisierung)                                                              | dh        | 60         |      |
| 364           | ex DB V 60 ex DB 260/360                                | Rangierdienst, selten Übergabegüterzüge  | Umbau aus DB 360 (Funkfernsteuerung), Umbau in DB 362 läuft                                      | dh        | 60         |      |
| 365           | ex DB V 60 ex DB 261/361                                | Rangierdienst, selten Übergabegüterzüge  | Umbau aus DB 361 (Funkfernsteuerung), Umbau in DB 363 läuft                                      | dh        | 60         |      |
| 383           | ex LEW EL 16, DR ASF                                    |                                          |                                                                                                  | Akk - elR | 6          |      |
| (399 101–104) | ex DB 329                                               | Inselbahn Wangerooge                     | ausgemustert 1999, inzwischen verkauft                                                           | dh        | 20         |      |
| 399 105–106   | Bauart L 18 H                                           | Inselbahn Wangerooge                     |                                                                                                  | dh        | 20         |      |
| 399 107–108   |                                                         | Inselbahn Wangerooge                     | Neubauloks von Schöma                                                                            | dh        | 20         |      |
| (399 110–111) | ex DR 199, Kö II                                        |                                          | umgespurte Kö II der Industriebahn Halle, ausgemustert                                           | dm        | 30?        |      |
| 650           | Vossloh G 6                                             | Rangierdienste Regio                     | teilweise angemietet von Vossloh Locomotives, mehrere Loks wurden gebraucht von Vossloh erworben | dh        | 80         |      |

## Elektrotriebwagen
| Baureihe                                        | Name                          | Einsatzgebiet | Anmerkungen                                                                                           | Antr. | vmax          | Stromsystem                                   | Bild |
| ----------------------------------------------- | ----------------------------- | --- | --- | ----- | ------------- | --------------------------------------------- | ---- |
| 401                                             | ICE 1                         | Hochgeschwindigkeitsverkehr                                                                                             | Seit 2020 werden alle Garnituren von zwölf auf neun Wagen verkürzt (Einsatz bis voraus. 2030er Jahre) | elD   | 280           | 15 kV, 16,7 Hz~                               |      |
| 402                                             | ICE 2                         | Hochgeschwindigkeitsverkehr                                                                                             | Ausmusterung bis voraus. 2027                                                                         | elD   | 280           | 15 kV, 16,7 Hz~                               |      |
| 403                                             | ICE 3                         | Hochgeschwindigkeitsverkehr                                                                                             | (nicht ex DB 403/404)                                                                                 | elD   | 330           | 15 kV, 16,7 Hz~                               |      |
| 406                                             | ICE 3M                        | ehem. Internationaler (B, NL) Hochgeschwindigkeitsverkehr                                                               | Mehrsystemzug, komplett ausgemustert, wird zurzeit verschrottet                                       | elD   | 330           | 15 kV, 16,7 Hz~ 25 kV, 50 Hz~ 1,5 kV = 3 kV = |      |
| 407                                             | ICE 3 (MS) / Siemens Velaro D | Internationaler (F) Hochgeschwindigkeitsverkehr                                                                         | Mehrsystemzug                                                                                         | elD   | 320           | 15 kV, 16,7 Hz~ 25 kV, 50 Hz~ 1,5 kV = 3 kV = |      |
| 408                                             | ICE 3neo / Siemens Velaro MS  | Internationaler (B, NL) Hochgeschwindigkeitsverkehr                                                                     | Mehrsystemzug                                                                                         | elD   | 320           | 15 kV, 16,7 Hz~ 25 kV, 50 Hz~ 1,5 kV = 3 kV = |      |
| (409)                                           | Thalys PBKA                   | Internationaler (B, F, NL) Hochgeschwindigkeitsverkehr                                                                  | | elD   | 320           | 15 kV, 16,7 Hz~ 25 kV, 50 Hz~ 1,5 kV = 3 kV = |      |
| (410.0)                                         | ICE V                         | Hochgeschwindigkeitsprototyp                                                                                            | Mess- und Erprobungsfahrten, ausgemustert 2000                                                        | elD   | 350 406       | 15 kV, 16,7 Hz~                               |      |
| 410.1 410.2                                     | ICE S                         | Hochgeschwindigkeitsprototyp                                                                                            | Mess- und Erprobungsfahrten, kein Fahrgastbetrieb                                                     | elD   | 330 (440) 280 | 15 kV, 16,7 Hz~                               |      |
| 411                                             | ICE T7                        | Hochgeschwindigkeitsverkehr                                                                                             | Neigetechnik, siebenteilig (Einsatz bis voraus. 2030er Jahre)                                         | elD   | 230           | 15 kV, 16,7 Hz~                               |      |
| 4110                                            | Stadler KISS (Intercity)      | Fernverkehr | davor Westbahn                                                                                        | elD   | 200           | 15 kV, 16,7 Hz~                               |      |
| 412                                             | ICE 4                         | Hochgeschwindigkeitsverkehr                                                                                             | | elD   | 265           | 15 kV, 16,7 Hz~                               |      |
| 415                                             | ICE T5                        | Hochgeschwindigkeitsverkehr                                                                                             | Neigetechnik, fünfteilig (Einsatz bis voraus. 2030er Jahre)                                           | elD   | 230           | 15 kV, 16,7 Hz~                               |      |
| 420 421                                         |                               | S-Bahn München früher auch S-Bahn Rhein-Main, S-Bahn Stuttgart, S-Bahn Rhein-Ruhr, S-Bahn Köln                          | Ausmusterung läuft                                                                                    | elR   | 120           | 15 kV, 16,7 Hz~                               |      |
| 422 432                                         |                               | S-Bahn Rhein-Ruhr | | elD   | 140           | 15 kV, 16,7 Hz~                               |      |
| 423 433                                         |                               | S-Bahn München, S-Bahn Rhein-Main, S-Bahn Rhein-Ruhr, S-Bahn Stuttgart, S-Bahn Köln                                     | | elD   | 140           | 15 kV, 16,7 Hz~                               |      |
| 424 434                                         |                               | S-Bahn München, S-Bahn Köln früher auch S-Bahn Hannover                                                                 | | elD   | 140           | 15 kV, 16,7 Hz~                               |      |
| 425 435                                         |                               | S-Bahn Rhein-Neckar, S-Bahn Mittelelbe, S-Bahn Rhein-Main, Regionalverkehr früher auch S-Bahn Hannover, S-Bahn Nürnberg | 425.5 der S-Bahn Hannover wurden von Transdev Hannover übernommen                                     | elD   | 140 160       | 15 kV, 16,7 Hz~                               |      |
| 426                                             |                               | Regionalverkehr | zweiteilig                                                                                            | elD   | 140 160       | 15 kV, 16,7 Hz~                               |      |
| 3427                                            | FLIRT 3XL                     | S-Bahn Rhein-Ruhr | dreiteilig, langfristige Anmietung                                                                    | elD   | 160           | 15 kV, 16,7 Hz~                               |      |
| 1428                                            | FLIRT 3                       | Regionalverkehr | vierteilig                                                                                            | elD   | 160           | 15 kV, 16,7 Hz~                               |      |
| 429                                             | FLIRT                         | Regionalverkehr | fünfteilig                                                                                            | elD   | 160           | 15 kV, 16,7 Hz~                               |      |
| 429.1 3429                                      | FLIRT 3 Flirt 3XL             | Regionalverkehr, S-Bahn Rhein-Ruhr                                                                                      | fünfteilig, teilweise langfristige Anmietung                                                          | elD   | 160           | 15 kV, 16,7 Hz~                               |      |
| 430                                             |                               | S-Bahn Stuttgart, S-Bahn Rhein-Main                                                                                     | | elD   | 140           | 15 kV, 16,7 Hz~                               |      |
| 440/441 1440/1441                               | Alstom Coradia Continental    | Regionalverkehr, S-Bahn Rhein-Ruhr, S-Bahn Nürnberg, Breisgau-S-Bahn                                                    | | elD   | 160           | 15 kV, 16,7 Hz~                               |      |
| 442/443 1442/1443 2442/2443 3442/3443 8442/8443 | Talent 2                      | S-Bahn Nürnberg, S-Bahn Mitteldeutschland, S-Bahn Rostock, Regionalverkehr                                              | | elD   | 160           | 15 kV, 16,7 Hz~                               |      |
| 6442/6443                                       | Talent 3+                     | Regionalverkehr | | elD   | 160           | 15 kV, 16,7 Hz~                               |      |
| (445)                                           | Meridian                      | Erprobungsfahrten | Vorführmodell, Brandschaden, verschrottet                                                             | elD   | 140           | 15 kV, 16,7 Hz~                               |      |
| 445                                             | Stadler KISS                  | Regionalverkehr | | elD   | 160           | 15 kV, 16,7 Hz~                               |      |
| 445                                             | Bombardier Twindexx Vario     | Regionalverkehr | Einstieg: 55 cm                                                                                       | elD   | 160           | 15 kV, 16,7 Hz~                               |      |
| 446                                             | Bombardier Twindexx Vario     | Regionalverkehr | Einstieg: 76 cm                                                                                       | elD   | 160           | 15 kV, 16,7 Hz~                               |      |
| 447                                             | Alstom Coradia Max            | Regionalverkehr | | elD   | 160           | 15 kV, 16,7 Hz~                               |      |
| (450)                                           | GT8-100C/2S                   | Stadtbahn Karlsruhe | Fahrzeug zum Betrieb auf BOStrab- und EBO-Strecken Nicht mehr im Bestand                              | elR   | 95            | 15 kV, 16,7 Hz~ 750 V = (Straßenbahn)         |      |
| 1462 4462                                       | Siemens Desiro HC             | Regionalverkehr | in Auslieferung, teilweise langfristige Anmietung                                                     | elD   | 160 190       | 15 kV, 16,7 Hz~                               |      |
| 463                                             | Siemens Mireo                 | Regionalverkehr, S-Bahn Rhein-Neckar, S-Bahn Mitteldeutschland                                                          | in Auslieferung, teilweise langfristige Anmietung                                                     | elD   | 160           | 15 kV, 16,7 Hz~                               |      |
| (470)                                           | ex DB ET 170                  | S-Bahn Hamburg | ausgemustert Dezember 2002                                                                            | elR   | 100           | 1200 V = (Stromschiene)                       |      |
| (471)                                           | ex DB ET 171                  | S-Bahn Hamburg | ausgemustert Oktober 2001                                                                             | elR   | 80            | 1200 V = (Stromschiene)                       |      |
| (472 473)                                       |                               | S-Bahn Hamburg | ausgemustert März 2022                                                                                | elR   | 100           | 1200 V = (Stromschiene)                       |      |
| 474                                             |                               | S-Bahn Hamburg | | elD   | 100           | 1200 V = (Stromschiene)                       |      |
| 474.3                                           |                               | S-Bahn Hamburg | Mehrsystemvariante (dt. Oberleitung/Stromschiene)                                                     | elD   | 100           | 15 kV, 16,7 Hz~ 1200 V = (Stromschiene)       |      |
| (475)                                           | ex DR ET 165 Stadtbahner      | S-Bahn Berlin | ausgemustert Dezember 1997 / Sommer 2000                                                              | elR   | 80            | 750 V = (Stromschiene)                        |      |
| (476)                                           | ex DR 276.1                   | S-Bahn Berlin | Umbau aus DR ET 165, ausgemustert 2000                                                                | elR   | 80            | 750 V = (Stromschiene)                        |      |
| (477)                                           | ex DR ET 167 Peenemünder      | S-Bahn Berlin | ausgemustert 2003                                                                                     | elR   | 80            | 750 V = (Stromschiene)                        |      |
| 478                                             |                               | S-Bahn Berlin | Sammelbaureihe für Arbeits- und Dienstfahrzeuge                                                       |       |               | verschieden                                   |      |
| 479.2                                           |                               | Oberweißbacher Bergbahn                                                                                                 | | elR   | 50            | 600 V =                                       |      |
| (479.6)                                         | ex DR 279.0                   | Buckower Kleinbahn | verkauft                                                                                              | elR   | ? 50?         | 600 V =                                       |      |
| 480                                             |                               | S-Bahn Berlin | | elD   | 100           | 750 V = (Stromschiene)                        |      |
| 481 482                                         |                               | S-Bahn Berlin | | elD   | 100 80        | 750 V = (Stromschiene)                        |      |
| 483 484                                         |                               | S-Bahn Berlin | | elD   | 100           | 750 V = (Stromschiene)                        |      |
| (485)                                           | ex DR 270                     | S-Bahn Berlin | ausgemustert 2023                                                                                     | elR   | 90            | 750 V = (Stromschiene)                        |      |
| (488.0)                                         |                               | S-Bahn Berlin | Panorama-S-Bahn                                                                                       | elR   | 80            | 750 V = (Stromschiene)                        |      |
| 488.1–2                                         |                               | S-Bahn Berlin | verschiedene historische Züge der S-Bahn Berlin                                                       | elR   | 80            | 750 V = (Stromschiene)                        |      |
| 490                                             |                               | S-Bahn Hamburg | | elD   | 100           | 15 kV, 16,7 Hz~ 1200 V = (Stromschiene)       |      |
| (491)                                           | ex DR ET 91 Gläserner Zug     | Ausflugsfahrten | ausgemustert, Unfall 1995                                                                             | elR   | 110           | 15 kV, 16 ⅔ Hz~                               |      |

## Akkumulatortriebwagen
| Baureihe | Name                 | Einsatzgebiet            | Anmerkungen                                                | Antr.     | vmax | Bild |
| -------- | -------------------- | ------------------------ | ---------------------------------------------------------- | --------- | ---- | ---- |
| (515)    | ex DB ETA 150        | Regionalverkehr          | Laden nur stationär mit Fremdstromkabel, ausgemustert 1995 | Akk - elR | 100  |      |
| 526      | Stadler Flirt Akku   | Regionalverkehr          | Laden mit Stromabnehmer aus der Oberleitung                | Akk - elD | 160  |      |
| 563      | Siemens Mireo Plus B | S-Bahn Mitteldeutschland | Laden mit Stromabnehmer aus der Oberleitung                | Akk - elD | 160  |      |

## Wasserstofftriebwagen
| Baureihe | Name                 | Einsatzgebiet   | Anmerkungen | Antr.    | vmax | Bild |
| -------- | -------------------- | --------------- | ----------- | -------- | ---- | ---- |
| 554      | Alstom Coradia iLint | Regionalverkehr | Start GmbH  | H² - elD | 160  |      |
| 563      | Siemens Mireo Plus H | Regionalverkehr |             | H² - elD | 160  |      |

## Dieseltriebwagen
| Baureihe  | Name                    | Einsatzgebiet                                       | Anmerkungen | Antr. | vmax    | Bild |
| --------- | ----------------------- | --------------------------------------------------- | --- | ----- | ------- | ---- |
| 605       | ICE TD                  | Fernverkehr bis 2017/seit 2018 Messfahrten          | Neigetechnik, zwischen 2001 und 2003 auf der Sachsen-Franken-Magistrale und zwischen München und Zürich eingesetzt. Bediente ab Ende 2007 die Vogelfluglinie, im Oktober 2017 wieder abgestellt, 605 517 im November/Dezember 2018 reaktiviert, als Advanced train lab für Messfahrten im Einsatz, 605 519 folgte Mitte 2020. Tz 5516 museal erhalten weitere Züge bis 2021 verschrottet. | de    | 200     |      |
| (610)     | Pendolino               | Regionalverkehr                                     | seit Dezember 2014 außer Dienst, Neigetechnik | de    | 160     |      |
| (611)     |                         | Regionalverkehr                                     | abgestellt 2019, Neigetechnik | dh    | 160     |      |
| 612       | Regio-Swinger           | Regionalverkehr                                     | Neigetechnik | dh    | 160     |      |
| (614)     |                         | Regionalverkehr                                     | ausgemustert 2012 | dh    | 140     |      |
| (618)     | LIREX                   | Probeeinsatz                                        | Prototyp, Z-gestellt | de    | 160     |      |
| 620       | LINT 81                 | Regionalverkehr                                     | | dm    | 140     |      |
| 622       | LINT 54                 | Regionalverkehr                                     | | dm    | 140     |      |
| 623       | LINT 41                 | Regionalverkehr                                     | LINT 41 mit neuer Kopfform | dm    | 140     |      |
| (624)     | ex DB VT 24             | Regionalverkehr                                     | abgestellt und im Anschluss ausgemustert im Dezember 2005, teilweise bis 2006 abgestellt noch vorhanden, 2005 zunächst vermietet, später verkauft an PKP Polen, 2009 auch in Rumänien | dm    | 120     |      |
| 626 (926) | NE 81                   | Westfrankenbahn                                     | angemietet bzw. übernommen von Kahlgrund Verkehrs-GmbH, ein Stück abgegeben an Hochwaldbahn Juli 2010 | dh    | 080 100 |      |
| (627)     |                         | Regionalverkehr                                     | ausgemustert, teilweise bei PKP im Einsatz, Rest verschrottet, 627 001 wurde am 17. Oktober 2005 bei einem Großbrand zerstört | dh    | 120     |      |
| (628.0)   |                         | Regionalverkehr                                     | ausgemustert, teilweise bei PKP im Einsatz | dh    | 120     |      |
| 628 629   |                         | Regionalverkehr                                     | teilweise verkauft | dh    | 120     |      |
| (631)     | PESA LINK I             | Regionalverkehr                                     | einteilig, nicht im Bestand |       | 140     |      |
| 632       | PESA LINK II            | Regionalverkehr                                     | zweiteilig |       | 140     |      |
| 633       | PESA LINK III           | Regionalverkehr                                     | dreiteilig |       | 140     |      |
| (634)     | ex DB VT 24             | Regionalverkehr                                     | abgestellt und im Anschluss ausgemustert im Dezember 2005, teilweise bis 2006 abgestellt noch vorhanden, 2005 zunächst vermietet, später verkauft an PKP Polen, 2009 auch in Rumänien | dm    | 140     |      |
| 640       | LINT 27                 | Regionalverkehr                                     | | dm    | 120     |      |
| 641       | Alstom Coradia A TER    | Regionalverkehr, S-Bahn Mitteldeutschland           | | dh    | 120     |      |
| 642       | Siemens Desiro Classic  | Regionalverkehr, S-Bahn Dresden                     | | dm    | 120     |      |
| 643       | Talent                  | Regionalverkehr                                     | dieselmechanisch | dm    | 120     |      |
| 644       | Talent                  | Regionalverkehr                                     | dieselelektrisch | de    | 120     |      |
| 646       | GTW 2/6                 | Regionalverkehr, Usedomer Bäderbahn                 | Teilweise an České dráhy und Arriva vlaky verkauft | de    | 120     |      |
| 648       | LINT 41                 | Regionalverkehr                                     | | dm    | 120     |      |
| 650       | Regio-Shuttle RS1       | Regionalverkehr                                     | | dm    | 120     |      |
| (670)     | Doppelstock-Schienenbus | Regionalverkehr                                     | ausgemustert bzw. verkauft 2001 an DWE, PEG und FBE | dh    | 100     |      |
| 672       | LVT/S                   | Burgenlandbahn                                      | Teilweise verkauft an Hanseatische Eisenbahn | dm    | 100     |      |
| (675)     | ex DR VT 18.16          | DB AG Reise und Touristik danach Museum             | 675 014, 019 im Jahr 2003 abgestellt | dh    | 160     |      |
| (690)     | CargoSprinter           | Güterverkehr (Containertransport)                   | ausgemustert | dh    | 120     |      |
| (691)     | CargoSprinter           | Güterverkehr (Containertransport)                   | ausgemustert | dh    | 120     |      |
| (771)     | ex DR VT 2.09 ex DR 171 | Regionalverkehr                                     | ausgemustert bzw. verkauft | dh    | 090     |      |
| 772       | ex DR 172               | Schwarzatalbahn früher auch anderer Regionalverkehr | ausgemustert bzw. verkauft Januar 2004 bis auf 772 140 und 141 | dh    | 090     |      |
| 798       | ex DB VT 98             | Regionalverkehr                                     | Im Besitz von DB ZugBus/RAB, planmäßiger Freizeitverkehr auf der KBS 759 als Ulmer Spatz, letzte zwei einsatztaugliche VT 98 im DB-Bestand | dm    | 090     |      |

## Bahndienstfahrzeuge
Die DB- und UIC-Betriebsnummern weichen bei den Dienstfahrzeugen mit Eigenantrieb einschließlich der Ordnungsnummern vollständig ab, es gibt keine Gemeinsamkeiten. Die fünfte bis achte Stelle der UIC-Betriebsnummern lassen praktisch auch keine Bauartunterschiede im Sinn einer Reihenbezeichnung erkennen.
| Baureihe        | Name                                      | Einsatzgebiet                                                | Anmerkungen                                                                                  | Antr. | vmax        | Stromsystem     | Bild |
| --------------- | ----------------------------------------- | ------------------------------------------------------------ | -------------------------------------------------------------------------------------------- | ----- | ----------- | --------------- | ---- |
| 701             | DVT                                       | Turmtriebwagen                                               | großteils ausgemustert bzw. verkauft, einige Fahrzeuge noch als Diagnose-VT (DVT) im Einsatz | dm    | 90          | -               |      |
| (702)           |                                           | Turmtriebwagen                                               | ausgemustert bzw. verkauft                                                                   | dm    | 90          | -               |      |
| 702.2           |                                           | Diagnosetriebwagen                                           |                                                                                              | dm    |             | -               |      |
| 703             | IFO                                       | Instandhaltungsfahrzeug Oberleitungsanlagen                  |                                                                                              | dh    | 90          | -               |      |
| (704)           |                                           | Turmtriebwagen                                               | verschrottet 2014                                                                            | dh    | 140         | -               |      |
| 705             | TIF                                       | Tunnelinstandhaltungsfahrzeug                                |                                                                                              | d?    | 120         | -               |      |
| 706 (geplant)   | OMF                                       | Oberleitungs-Montagefahrzeug                                 |                                                                                              | d?    | 120         | -               |      |
| (707 (geplant)) | TTF                                       | Technologieträgerfahrzeug                                    | 2007 verkauft                                                                                | d?    | 120         | -               |      |
| (708.0)         | ex DR 188.0                               | Turmtriebwagen                                               | Ausgemustert                                                                                 | dm    | 70          | -               |      |
| (708.2)         | ex DR 188.2                               | Turmtriebwagen                                               | Ausgemustert bzw. verkauft                                                                   | dh    | 80          | -               |      |
| 708.3           | ex DR 188.3                               | Turmtriebwagen                                               | Einige ausgemustert und verschrottet, Ein Fahrzeug (708 302) verkauft                        | dh    | 100         | -               |      |
| 709             |                                           | Turmtriebwagen                                               |                                                                                              | dh    | 120         | -               |      |
| (710)           | ex DR V 100.9                             |                                                              | 710 964, 965, 967, 968 im Einsatz bei der DGT                                                | dh    | 100         | -               |      |
| 711.0           | HIOB                                      | Hubarbeitsbühnen-Instandhaltungsfahrzeug Oberleitungsanlagen |                                                                                              | dh    | 120         | -               |      |
| 711.1           |                                           | Instandhaltungsfahrzeug für Oberleitungsanlagen              |                                                                                              | dh    | 160         | -               |      |
| 711.2           |                                           | Instandhaltungsfahrzeug für Oberleitungsanlagen              |                                                                                              | dh    | 140         | -               |      |
| 711.3           |                                           | Instandhaltungsfahrzeug für Oberleitungsanlagen              |                                                                                              | ?     | 140         | -               |      |
| 712             | PROM, LIMEZ                               | Profil-Messtriebwagen                                        |                                                                                              | d?    | 120         | -               |      |
| 712             | PROM, LIMEZ                               | Profil-Messtriebwagen                                        |                                                                                              | d?    | 120         | -               |      |
| (713)           | LIMEZ                                     | Messwagen des LIMEZ                                          | ausgemustert                                                                                 | ?     | ?           | ?               |      |
| 714             |                                           | Lok für Rettungszüge                                         |                                                                                              | dh    | 100         | -               |      |
| (715)           |                                           | Lok für Schienenschleifzug                                   | angemietet von Fa. Speno, nicht mehr im Bestand                                              | d?    | 80          | -               |      |
| 716             |                                           | Schneeschleuder                                              |                                                                                              | d?    | ?           | -               |      |
| 719 720         |                                           | Schienenprüfzug                                              | drei Züge verschiedener Bauarten                                                             | d?    | 140 100 140 | -               |      |
| (723)           |                                           | Funkmesstriebwagen                                           | ausgemustert                                                                                 | d?    | 90          | -               |      |
| (724)           |                                           | Indusi-Messwagen                                             | verkauft                                                                                     | d?    | 90          | -               |      |
| 725/726         |                                           | Gleismesszug                                                 |                                                                                              | d?    | 90          | -               |      |
| 725.1/726.1     |                                           | Gleismesszug                                                 |                                                                                              | d?    | 140         | -               |      |
| (727)           |                                           | LZB-Messwagen                                                | ausgemustert                                                                                 | d?    | 90          | -               |      |
| (728)           |                                           | Indusi-Messwagen                                             | verkauft                                                                                     | d?    | 90          | -               |      |
| (732)           |                                           | Enteisungswagen der Hamburger S-Bahn                         | ausgemustert                                                                                 | -     | 45          | -               |      |
| 732             |                                           | Schienendrehkran                                             |                                                                                              | ?     | 19          | -               |      |
| 733             |                                           | Schienendrehkran                                             |                                                                                              | ?     | ?           | -               |      |
| 740             |                                           | Signaldiensttriebwagen                                       |                                                                                              | dm    | 90          | -               |      |
| 741             | GAF 100                                   | Gleiskraftwagen                                              |                                                                                              | dh    | 100         | -               |      |
| 744             | Robel Bamowag                             | Gleiskraftwagen                                              |                                                                                              | dh    | 100         | -               |      |
| 746.0           |                                           | Gleisarbeitsfahrzeug                                         |                                                                                              | dh    | 100         | -               |      |
| 747             |                                           | multifunktionales Instandhaltungsfahrzeug                    |                                                                                              |       | 140         | -               |      |
| (750)           | ex DB 103 001/002, 222 ex DB E 03 001/002 | Messfahrten                                                  | rück-umgezeichnet in 103 222, 2014 verkauft an „Rail Adventure“                              | elR   | 200 265 280 | 15 kV, 16 ⅔ Hz~ |      |
| (751)           | ex DB 110 385, DB E 10 385                | Messfahrten                                                  | aus buchhalterischen Gründen umgezeichnet, rück-umgezeichnet in 110 385, ausgemustert        | elR   | 140         | 15 kV, 16 ⅔ Hz~ |      |
| (752)           | ex DB 120 001–005                         | Messfahrten                                                  | ausgemustert                                                                                 | elD   | 200         | 15 kV, 16 ⅔ Hz~ |      |
| (753)           | ex DB 217 001/002 ex DB V 162 001/002     | Messfahrten                                                  | rück-umgezeichnet in 217 001 und 002, ausgemustert                                           | dh    | 120 100     | -               |      |
| (754.1)         | ex DR 130 101/102                         | Messfahrten                                                  | ausgemustert                                                                                 | de    | 140         | -               |      |
| (755)           | ex DB 112 025, DR 212 025                 | Messfahrten                                                  | umgezeichnet in 114 501, ausgemustert                                                        | elR   | 160         | 15 kV, 16 ⅔ Hz~ |      |
| (756)           | ex DB 311 624, DR 101 624                 | Rangierlok                                                   | ausgemustert                                                                                 | dh    | 35          | -               |      |
| (760)           | ex DB 360 877, V 60 877                   | Rangierlok                                                   | Erdgas-Rangierlok; ausgemustert                                                              | dh    | 60          | -               |      |
| 782.0           |                                           | Fahrbahninstandhaltungszug (FIZ)                             |                                                                                              |       |             | -               |      |
| 786.0           |                                           | Schienenschleifzug                                           | Hochleistungsschleifzug RGI60                                                                | dm?   | 120         | -               |      |

## Ausland
Übersicht der ausländischen Lokomotiven von DB Cargo nach Ländergesellschaften. Nicht aufgelistet sind angemietete Lokomotiven. Hinweis: Die Baureihen sind nach den letzten beiden Ziffern geordnet.
| Baureihe             | Name                              | Einsatzgebiet                                 | Anmerkungen                                            | Antr. | vmax    | Stromsystem                                   | Bild |
| -------------------- | --------------------------------- | --------------------------------------------- | ------------------------------------------------------ | ----- | ------- | --------------------------------------------- | ---- |
| DB Cargo Bulgaria    |                                   |                                               |                                                        |       |         |                                               |      |
| 07                   | ex DB 232                         | Güterverkehr                                  |                                                        | de    | 120     | -                                             |      |
| (346)                | ex DR V 60, ex DR 106             |                                               | abgestellt                                             | dh    | 60      | -                                             |      |
| 56                   | ex DR V 100, ex DR 114, ex DB 204 | Güterverkehr                                  | teilweise nach Deutschland verkauft                    | dh    | 100     | -                                             |      |
| 86                   | ex DSB EA                         | Güterverkehr                                  |                                                        | el    | 175     | 25 kV, 50 Hz~                                 |      |
| 88                   | ex BR 92                          | Güterverkehr                                  |                                                        | elD   | 140     | 25 kV, 50 Hz~ 750 V =                         |      |
| DB Cargo France      |                                   |                                               |                                                        |       |         |                                               |      |
| 0001                 | Vossloh G 1000 BB                 | Nahgüterverkehr, Rangier- und Übergabedienste |                                                        | dh    | 100     | -                                             |      |
| (77)                 | EMD JT42CWRM (Class 66/77)        | Güterverkehr                                  | an DB Cargo Deutschland abgegeben                      | de    | 120     | -                                             |      |
| 186                  | Bombardier Traxx                  | Güterverkehr                                  |                                                        | elD   | 140     | 15 kV, 16,7 Hz~ 25 kV, 50 Hz~ 1,5 kV = 3 kV = |      |
| DB Cargo Hungaria    |                                   |                                               |                                                        |       |         |                                               |      |
| 209                  | ex DB 333                         |                                               | ex 333 042                                             | dh    | 45      | -                                             |      |
| 651                  | ex DB 232                         | Güterverkehr                                  | vermietet an DB Cargo Romania                          | de    | 120     | -                                             |      |
| (469.0)              | ex DB V 100, ex 212               |                                               | verkauft nach Deutschland                              | dh    | 100     | -                                             |      |
| 469.1                | ex DB V 90, ex 290.5              | Nahgüterverkehr, Rangier- und Übergabedienste |                                                        | dh    | 80      | -                                             |      |
| (499)                | ex DR V 60, ex 106                |                                               | ausgemustert, verkauft                                 | dh    | 60      | -                                             |      |
| 471                  | Softronic Phoenix                 |                                               |                                                        | el?   | 120     | 25 kV, 50 Hz~                                 |      |
| 478                  | Softronic Phoenix                 |                                               |                                                        | el?   | 120     | 25 kV 50 Hz~                                  |      |
| DB Cargo Italia      |                                   |                                               |                                                        |       |         |                                               |      |
| 2200                 | Vossloh G 2000-2 BB               | Güterverkehr                                  |                                                        | dh    | 120     | -                                             |      |
| 520                  | ex ČSD T 478.3, ex 750/753        | Güterverkehr                                  |                                                        | de    | 100     | -                                             |      |
| (225)                | ex DB 215, ex 225                 |                                               | ex 225 094, nie in Betrieb genommen, 2014 verschrottet | dh    | 140     | -                                             |      |
| 474                  | Siemens EuroSprinter (ES64F4)     | Güterverkehr                                  |                                                        | elD   | 140     | 15 kV, 16,7 Hz~ 25 kV, 50 Hz~ 1,5 kV = 3 kV = |      |
| 483                  | Bombardier Traxx                  | Güterverkehr                                  |                                                        | elD   | 140     | 3 kV =                                        |      |
| 191                  | Siemens Vectron DC                | Güterverkehr                                  |                                                        | elD   | 160     | 3 kV =                                        |      |
| DB Cargo Nederland   |                                   |                                               |                                                        |       |         |                                               |      |
| 6400                 |                                   | Nahgüterverkehr, Rangier- und Übergabedienste | teilweise verkauft                                     | de    | 120     | -                                             |      |
| (204)                | ex DR V 100, ex 114, ex 204       | Nahgüterverkehr, Rangier- und Übergabedienste | verkauft                                               | dh    | 100     | -                                             |      |
| (232(.9))            | ex DR 132, (ex 234)               | Güterverkehr                                  | an DB Cargo Deutschland abgegeben                      | de    | 120     | -                                             |      |
| (363)                | ex DB V 60, ex 261, 361, 365      |                                               | verkauft                                               | dh    | 60      | -                                             |      |
| (1600)               | ex NS 1600                        |                                               | ausgemustert                                           | el?   | 180     | 1,5 kV =                                      |      |
| DB Cargo Polska      |                                   |                                               |                                                        |       |         |                                               |      |
| (S200)               | ČSD-Baureihe T 669.0              |                                               | ausgemustert                                           | de    | 95      | -                                             |      |
| 6400                 |                                   | Nahgüterverkehr, Rangier- und Übergabedienste | übernommen von DB Cargo Nederland                      | de    | 120     | -                                             |      |
| TEM2                 |                                   | Güterverkehr                                  |                                                        | de    | 100     | -                                             |      |
| (232)                | ex DR 132                         | Güterverkehr                                  | an DB Cargo Deutschland abgegeben oder verkauft        | de    | 120     | -                                             |      |
| T448p                |                                   | Nahgüterverkehr, Rangier- und Übergabedienste |                                                        | de    | 70      | -                                             |      |
| M62                  | ex ČSD T 679.1, ex 781            | Güterverkehr                                  |                                                        | de    | 120     | -                                             |      |
| 3E                   | PKP-Baureihe ET21                 | Güterverkehr                                  |                                                        | el?   | 100     | 3 kV =                                        |      |
| 170                  | Siemens Vectron DC                |                                               | teilweise verkauft                                     | elD   | 160     | 3 kV =                                        |      |
| 370                  | Siemens Vectron MS                |                                               |                                                        | elD   | 160     | 15 kV, 16,7 Hz~ 25 kV, 50 Hz~ 1,5 kV = 3 kV = |      |
| DB Cargo Romania     |                                   |                                               |                                                        |       |         |                                               |      |
| 601                  | CFR-Baureihe 060 DA               | Güterverkehr                                  |                                                        | de    | 120     | -                                             |      |
| 232                  | ex DB 232                         | Güterverkehr                                  |                                                        | de    | 120     | -                                             |      |
| 290.5                | ex DB V 90, ex 290                | Nahgüterverkehr, Rangier- und Übergabedienste |                                                        | dh    | 80      | -                                             |      |
| 401                  | CFR-Baureihe 060 EA               | Güterverkehr                                  |                                                        | el?   | 120     | 25 kV, 50 Hz~                                 |      |
| 471                  | Softronic Phoenix                 | Güterverkehr                                  |                                                        | el?   | 120     | 25 kV, 50 Hz~                                 |      |
| 472                  | ex BR 92                          | Güterverkehr                                  |                                                        | elD   | 140     | 25 kV, 50 Hz~ 750 V =                         |      |
| 480                  | Softronic LEMA                    | Güterverkehr                                  |                                                        | el?   | 120     | 25 kV, 50 Hz~                                 |      |
| 480                  | Softronic Transmontana            | Güterverkehr                                  |                                                        | elD   | 120     | 25 kV, 50 Hz~                                 |      |
| DB Cargo Scandinavia |                                   |                                               |                                                        |       |         |                                               |      |
| Køf                  | DSB Traktor 251–290               | Rangierdienste                                |                                                        | dm    | 45      | -                                             |      |
| MK                   | ex DSB MK (II)                    |                                               |                                                        | dh    | 60      | -                                             |      |
| MZ                   | ex DSB MZ                         | Güterverkehr                                  |                                                        | de    | 143/165 | -                                             |      |
| EG                   | ex DSB EG                         | Güterverkehr                                  |                                                        | elD   | 140     | 15 kV, 16,7 Hz~ 25 kV, 50 Hz~                 |      |
| 185                  | Bombardier Traxx                  | Güterverkehr                                  |                                                        | elD   | 140     | 15 kV, 16,7 Hz~ 25 kV, 50 Hz~                 |      |
| DB Cargo UK          |                                   |                                               |                                                        |       |         |                                               |      |
| (08)                 |                                   | Rangierdienste                                | abgestellt                                             | de    | 32      | -                                             |      |
| (09)                 |                                   | Rangierdienste                                | ausgemustert                                           | de    | 44      | -                                             |      |
| (37)                 |                                   | Güterverkehr                                  | ausgemustert                                           | de    | 140     | -                                             |      |
| (56)                 |                                   | Güterverkehr                                  | ausgemustert                                           | de    | 129     | -                                             |      |
| (58)                 |                                   | Güterverkehr                                  | ausgemustert                                           | de    | 129     | -                                             |      |
| 60                   |                                   | Güterverkehr                                  | größtenteils ausgemustert                              | de    | 97      | -                                             |      |
| 66                   |                                   | Güterverkehr                                  | teilweise in Polen und Frankreich im Einsatz           | de    | 120     | -                                             |      |
| 67                   |                                   | Güterverkehr, Personenverkehr                 | teilweise vermietet                                    | de    | 201     | -                                             |      |
| 90                   |                                   | Güterverkehr, früher auch Personenverkehr     | teilweise abgestellt                                   | el?   | 177     | 25 kV, 50 Hz~                                 |      |
| 92                   |                                   | Güterverkehr                                  | teilweise nach Bulgarien/Rumänien abgegeben            | el?   | 140     | 25 kV, 50 Hz~ 750 V =                         |      |
| 325                  |                                   | Posttransport                                 |                                                        | el?   | 161     | 25 kV, 50 Hz~ 750 V =                         |      |